# ケーサック県
ケーサック県（ケーサックけん、ベトナム語：Huyện Kế Sách / 縣計冊）は、ベトナム社会主義共和国ソクチャン省の県。面積は352.83km²、人口は149,174人（2019年）である。

## 行政区画
2市鎮11社から構成される。